# Anse-à-Galets
Anse-à-Galets (em crioulo haitiano:  Ansagalèt), é uma comuna do Haiti, situada no departamento de Oeste (Haiti) e no arrondissement de Ilha de La Gonâve. De acordo com o censo de 2003, sua população total é de 52662 habitantes.